# Урюпин, Фёдор Александрович
Фёдор Александрович Урюпин — советский государственный и хозяйственный деятель.

## Биография
Родился в 1899 году в деревне Загоскино. Член КПСС с 1918 года.
С 1914 года — на хозяйственной, общественной и политической работе. 
В 1914—1963 гг. :
- канцелярист на Вологодском участке железной дороги,
- красноармеец-доброволец, уполномоченный опродкома 54-й дивизии,
- участник советско-польской войны,
- Тотемский районный продовольственный комиссар,
- заведующий Грязовецким уездным финансовым отделом,
- начальник Вологодского уездного земельного управления,
- заведующий Киргизским областным финансовым отделом,
- первый нарком финансов Киргизской АССР,
- врио. 1-го секретаря Киргизского обкома ВКП(б),
- директор Финансовой академии СССР,
- заместитель наркома/министра финансов СССР.

Умер в Москве в 1963 году. Похоронен на Новодевичьем кладбище (8 уч. 34 ряд).